# (16952) Peteschultz
(16952) Peteschultz (1998 KX3) – planetoida z pasa głównego asteroid okrążająca Słońce w ciągu 5,46 lat w średniej odległości 3,1 j.a. Odkryta 22 maja 1998 roku.